# FC Jazz Pori
Der FC Jazz Pori ist ein Fußballverein aus der Stadt Pori in Finnland, in der ein international bekanntes Jazzfestival stattfindet. Von 1984 bis 1988 und zwischen 1991 und 2004 spielte der FC Jazz erstklassig und gewann dabei zweimal die finnische Meisterschaft.

## Geschichte

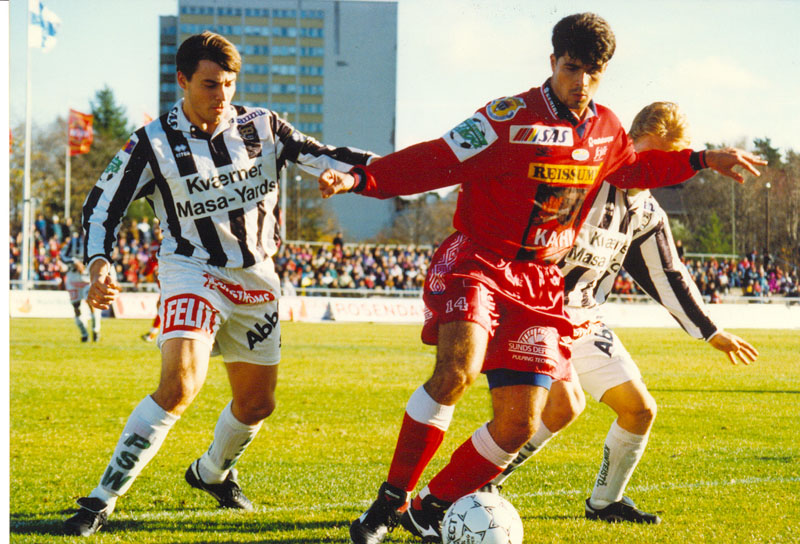
Spielszene zwischen FC Jazz und Turku PS im Porin Stadion 1996. Im roten Trikot Poris Luiz Antônio Moraes.

Der Klub wurde 1934 unter dem Namen Porin Pallo-Toverit, oftmals mit PPT abgekürzt, gegründet. PPT schloss sich dem Arbeitersportverband TUL an, in dessen Ligen er bis zur Vereinigung des Spielbetriebs des finnischen Fußballverbandes mit dem der TUL nach dem Krieg spielte. Jahrelang spielte der Verein in der zweiten Liga, bis 1983 erstmals der Aufstieg in die Mestaruussarja, wie damals die höchste finnische Spielklasse hieß, gelang. 1988 stieg man wieder ab, schaffte aber nach zwei Jahren wieder den Aufstieg. 1991 wurde der Klub nach dem Jazzfestival Pori Jazz in FC Jazz Pori umbenannt.
Die erste finnische Meisterschaft gewann der FC Jazz 1993. Ein weiterer Titel folgte 1996. Zwar belegte Pori nach der Hauptrunde nur den zweiten Platz hinter dem FF Jaro Jakobstad, doch nach fünf Spielen der Meisterschaftsrunde eroberte sich der Verein noch den ersten Platz. 1995 stand man zudem im Finale des finnischen Pokals, verlor allerdings gegen MyPa Anjalankoski mit 0:1.
2004 bekam der Verein schwere finanzielle Probleme. Es waren hohe Steuerschulden aufgelaufen und andere Abgaben konnten nicht bezahlt werden. Auch sportlich ging es bergab und der Verein beendete die Saison als 13. auf dem Relegationsplatz. Nach einem 0:1 und einem 2:2 gegen den IFK Mariehamn in der Relegation stieg Pori ab. Vor dem Start der Saison 2005 kam für den Verein aufgrund seiner finanziellen Probleme das Ende. Der Verein startete daraufhin 2006 mit seinem vormaligen Nachwuchsteam in der sechsten Liga. Ab 2009 spielte der FC Jazz drittklassig. 2013 gelang der Einzug in das Viertelfinale des finnischen Fußballpokals sowie nach einem 2:2 und einem 2:0 in der Relegation über Ekenäs IF der Aufstieg in die zweite Liga.

## Europapokalbilanz
| Saison  | Wettbewerb            | Runde                  | Gegner              | Gesamt    | Hin     | Rück    |
| ------- | --------------------- | ---------------------- | ------------------- | --------- | ------- | ------- |
| 1994/95 | UEFA-Pokal            | Vorrunde               | FC Kopenhagen       | 1:4       | 1:0 (A) | 0:4 (H) |
| 1996/97 | UEFA-Pokal            | Vorrunde               | GÍ Gøta             | 4:1       | 3:1 (H) | 1:0 (A) |
| 1996/97 | UEFA-Pokal            | Qualifikation          | FK Dynamo Moskau    | 2:4       | 1:1 (A) | 1:3 (H) |
| 1997/98 | UEFA Champions League | 1. Qualifikationsrunde | FC Lantana Tallinn  | 3:0       | 1:0 (A) | 2:0 (H) |
| 1997/98 | UEFA Champions League | 2. Qualifikationsrunde | Feyenoord Rotterdam | 3:8       | 2:6 (A) | 1:2 (H) |
| 1997/98 | UEFA-Pokal            | 1. Runde               | TSV 1860 München    | 1:7       | 0:1 (H) | 1:6 (A) |
| 2001    | UEFA Intertoto Cup    | 1. Runde               | Gloria Bistrița     | (a)2:2(a) | 1:0 (H) | 1:2 (A) |
| 2001    | UEFA Intertoto Cup    | 2. Runde               | Paris Saint-Germain | 1:7       | 0:3 (A) | 1:4 (H) |

Gesamtbilanz: 16 Spiele, 6 Siege, 1 Unentschieden, 9 Niederlagen, 17:33 Tore (Tordifferenz −16)

## Erfolge
- Finnischer Fußballmeister 1993 und 1996
- Finnischer-Fußballpokal-Finalteilnehmer 1995

- Sieger TUL-Cup (Pokalwettbewerb der Arbeitersportvereine) 1982, 1985, 1987, 1990, 1993, 1996, 1998 und 2002

## Saisonübersicht
| Saison    | Klasse | Liga                        | Platzierung  | Bemerkung                                            | Nat. Pokal     | Int. Pokal                                          |
| --------- | ------ | --------------------------- | ------------ | ---------------------------------------------------- | -------------- | --------------------------------------------------- |
| 1966      | II.    | Suomensarja, Staffel West   | 07. Platz/12 |                                                      | 1. Runde       |                                                     |
| 1967      | II.    | Suomensarja, Staffel West   | 05. Platz/12 |                                                      | 1. Runde       |                                                     |
| 1968      | II.    | Suomensarja, Staffel West   | 08. Platz/10 |                                                      | 1. Runde       |                                                     |
| 1969      | II.    | Suomensarja, Staffel West   | 07. Platz/10 |                                                      | 1. Runde       |                                                     |
| 1970      | II.    | II divisioona, Staffel West | 03. Platz/13 |                                                      | 2. Runde       |                                                     |
| 1971      | II.    | II divisioona, Staffel West | 04. Platz/12 |                                                      | 3. Runde       |                                                     |
| 1972      | II.    | II divisioona, Staffel West | 10. Platz/12 | Abstieg (keine Qualifikation zur neuen I divisioona) | 2. Runde       |                                                     |
| 1973      | III.   | II divisioona               |              |                                                      | 1. Runde       |                                                     |
| 1974      | III.   | II divisioona               |              | Abstieg                                              | 1. Runde       |                                                     |
| 1975      | IV.    |                             |              | Aufstieg                                             |                |                                                     |
| 1976      | III.   | II divisioona               |              | Abstieg                                              | 2. Vorrunde    |                                                     |
| 1977–1980 | IV.    |                             |              |                                                      |                |                                                     |
| 1981      | IV.    |                             |              | Aufstieg                                             |                |                                                     |
| 1982      | III.   |                             |              | Aufstieg                                             | Viertelfinale  |                                                     |
| 1983      | II.    | I divisioona                | 02. Platz/12 | Teilnahme Aufstiegsrunde, Aufstieg                   | 6. Runde       |                                                     |
| 1984      | I.     | Mestaruussarja              | 09. Platz/12 |                                                      | 6. Runde       |                                                     |
| 1985      | I.     | Mestaruussarja              | 09. Platz/12 |                                                      | Halbfinale     |                                                     |
| 1986      | I.     | Mestaruussarja              | 08. Platz/12 |                                                      | 6. Runde       |                                                     |
| 1987      | I.     | Mestaruussarja              | 06. Platz/12 |                                                      | 6. Runde       |                                                     |
| 1988      | I.     | Mestaruussarja              | 12. Platz/12 | Teilnahme Abstiegsrunde, Abstieg                     | Viertelfinale  |                                                     |
| 1989      | II.    | I divisioona                | 04. Platz/12 |                                                      | 6. Runde       |                                                     |
| 1990      | II.    | I divisioona                | 01. Platz/12 | Aufstieg                                             | 7. Runde       |                                                     |
| 1991      | I.     | Futisliiga                  | 08. Platz/12 |                                                      | Viertelfinale  |                                                     |
| 1992      | I.     | Veikkausliiga               | 03. Platz/12 |                                                      | 6. Runde       |                                                     |
| 1993      | I.     | Veikkausliiga               | 01. Platz/12 | Teilnahme Meisterschaftsrunde, Finnischer Meister    | 6. Runde       |                                                     |
| 1994      | I.     | Veikkausliiga               | 04. Platz/14 |                                                      | Viertelfinale  | UEFA-Pokal Vorrunde                                 |
| 1995      | I.     | Veikkausliiga               | 04. Platz/14 |                                                      | Finalteilnahme |                                                     |
| 1996      | I.     | Veikkausliiga               | 02. Platz/12 | Teilnahme Meisterschaftsrunde, Finnischer Meister    | 8. Runde       | UEFA-Pokal Qualifikation                            |
| 1997      | I.     | Veikkausliiga               | 07. Platz/10 |                                                      | 7. Runde       | Champions-League-Qualifikation, UEFA-Pokal 1. Runde |
| 1998      | I.     | Veikkausliiga               | 05. Platz/10 |                                                      | Viertelfinale  |                                                     |
| 1999      | I.     | Veikkausliiga               | 06. Platz/12 | Teilnahme Meisterschaftsrunde                        | Viertelfinale  |                                                     |
| 2000      | I.     | Veikkausliiga               | 05. Platz/12 |                                                      | 6. Runde       |                                                     |
| 2001      | I.     | Veikkausliiga               | 10. Platz/12 |                                                      | 5. Runde       | Intertoto Cup 2. Runde                              |
| 2002      | I.     | Veikkausliiga               | 12. Platz/12 | Teilnahme Relegationsrunde, Klassenerhalt            | 6. Runde       |                                                     |
| 2003      | I.     | Veikkausliiga               | 12. Platz/14 |                                                      | 5. Runde       |                                                     |
| 2004      | I.     | Veikkausliiga               | 13. Platz/14 | Teilnahme Relegation, Abstieg                        | 5. Runde       |                                                     |
| 2005      | II.    | Ykkönen                     |              | Mannschaftsrückzug vor Saisonbeginn                  |                |                                                     |
| 2006      | VI.    | Vitonen                     |              |                                                      |                |                                                     |
| 2007      | V.     | Nelonen                     |              |                                                      |                |                                                     |
| 2008      | IV.    | Kolmonen, Satakunta         | 01. Platz/10 | Aufstieg                                             | 3. Runde       |                                                     |
| 2009      | III.   | Kakkonen, Gruppe B          | 10. Platz/14 |                                                      | Viertelfinale  |                                                     |
| 2010      | III.   | Kakkonen, Gruppe B          | 10. Platz/14 |                                                      | 5. Runde       |                                                     |
| 2011      | III.   | Kakkonen, Gruppe B          | 07. Platz/14 |                                                      | 5. Runde       |                                                     |
| 2012      | III.   | Kakkonen, Läntinen          | 02. Platz/10 |                                                      | 6. Runde       |                                                     |
| 2013      | III.   | Kakkonen, Läntinen          | 01. Platz/10 | Aufstieg                                             | Viertelfinale  |                                                     |
| 2014      | II.    | Ykkönen                     | 08. Platz/10 |                                                      | 4. Runde       |                                                     |

## Stadion

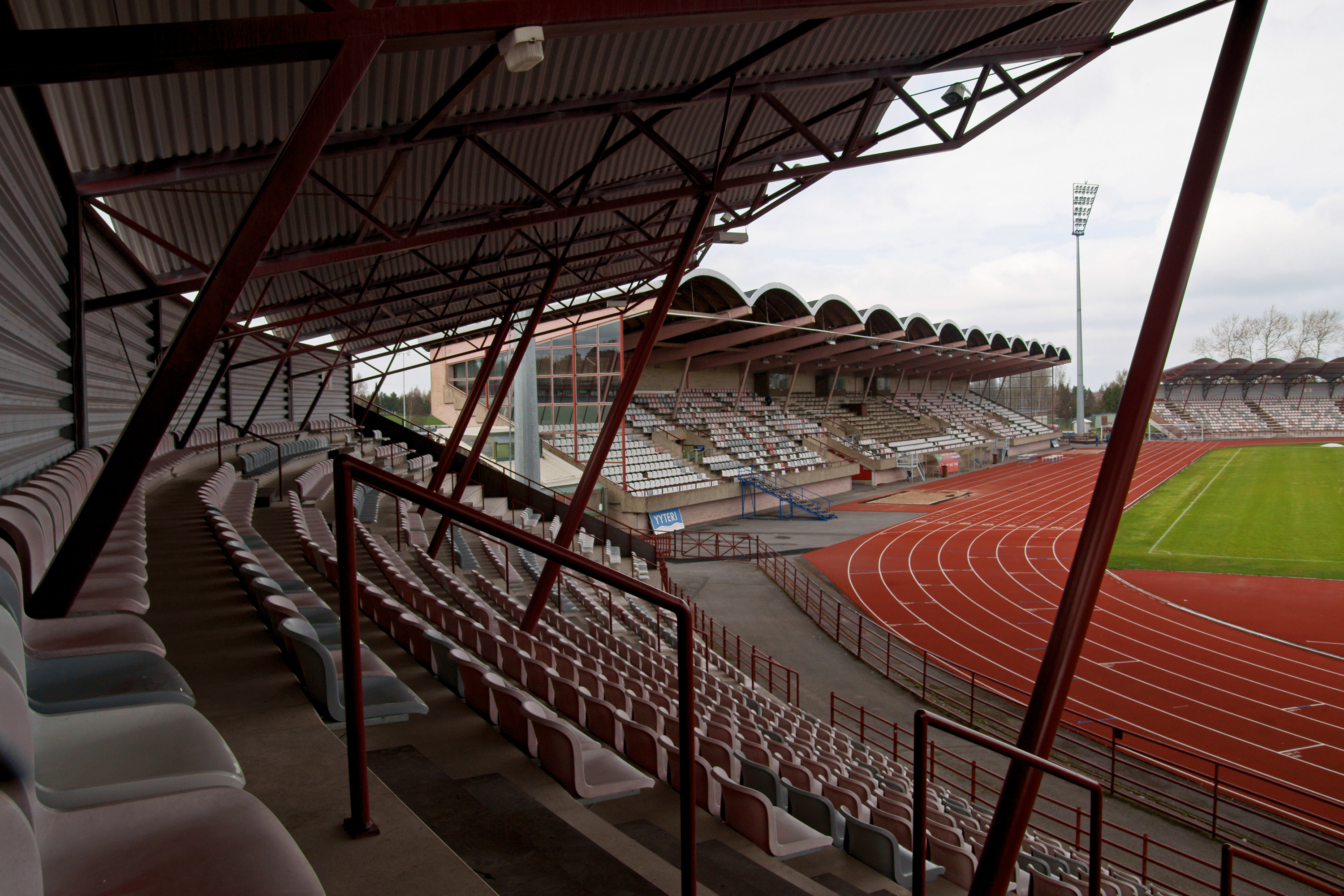
Porin stadion, 2010

Die Spielstätte ist das 1966 erbaute städtische Stadion Pori, das 12.300 Zuschauern Platz bietet. Es liegt westlich vom Stadtzentrum Poris im Sportzentrum Isomäki. Aufgrund der Witterungsverhältnisse vor Ort trägt es den Beinamen Ikuisen Tuulen Stadion („Stadion des ewigen Windes“).

## Spieler
| - Juri Gawrilow (1988–1989) - Janne Hietanen (1997) - Toni Kallio (1997) - Rafael (1998–1999) | - Antti Sumiala (1993, 2001) - Denis Wolodin (2001) - Hermanni Vuorinen (2002–2003) - Timo Furuholm (2003) |

## Trainer
- Mikko Mannila (2009–2010)
- Risto Virtanen (2011)
- Jouni Joensuu (2011, 2014–)
- Matti Santahuhta (2012–2013)

## Frauenfußball
Die Frauenfußballabteilung wurde 1989 im Verein NiceFutis ausgegliedert. Das Team spielt in der höchsten Liga Finnlands, der Kansallinen Liiga.

## Bandy und Eishockey
Wie in Finnland üblich, unterhielten auch die Porin Pallo-Toverit bis in die 1960er Jahre eine Bandyabteilung. Ihren größten Erfolg feierte die Abteilung 1947 mit dem Gewinn der TUL-Meisterschaft durch ein 3:0 über Turun Pyrkivä. Das anschließende Spiel gegen den Meister der SPL verlor Pori aber mit 0:9 gegen Warkauden Pallo -35. Die Eishockeyabteilung gewann 1951 die TUL-Meisterschaft. 1969 wurde auch der Eishockey-Spielbetrieb eingestellt.